# Tenthredopsis litterata
Tenthredopsis litterata är en stekelart som först beskrevs av Geofroy 1785.  Tenthredopsis litterata ingår i släktet Tenthredopsis, och familjen bladsteklar. Arten är reproducerande i Sverige.

## Bildgalleri

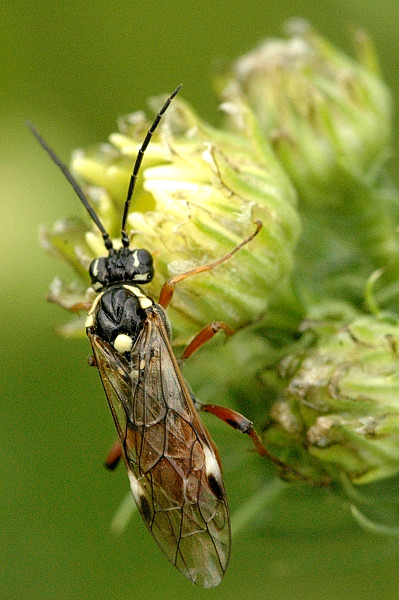
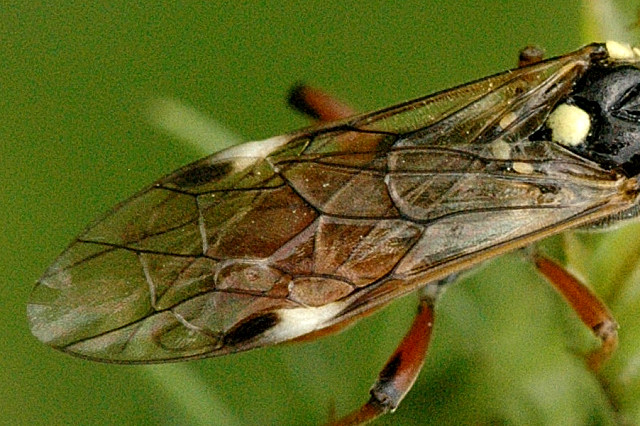